# Cộng hòa Xã hội chủ nghĩa Xô viết tự trị Tuva
Cộng hòa Xã hội chủ nghĩa Xô viết tự trị Tuva (tiếng Nga: Тувинская Автономная Советская Социалистическая Республика; tiếng Tuva: Тыва Автономнуг Совет Социалистиг Республика)là chính phủ được thành lập năm 1961, kế thừa Tỉnh tự trị Tuva, thuộc Liên Xô. Quốc gia này được thành lập vào ngày 10 tháng 10 năm 1961 từ Tỉnh tự trị Tuva. Vào ngày 31 tháng 3 năm 1992, quốc gia kế tục của nó, Cộng hòa Tuva, đã trở thành thành viên của Liên bang Nga.

## Lịch sử

Quốc huy Tuva ASSR 1962–1978

Cộng hòa xã hội chủ nghĩa Xô viết tự trị Tuva được thành lập vào ngày 9 tháng 10 năm 1961 từ tỉnh tự trị Tuva
, chuyển thành Cộng hòa Xã hội chủ nghĩa Xô viết tự trị theo sắc lệnh của Đoàn Chủ tịch Xô viết Tối cao Nga. Ngày 10 tháng 10, việc chuyển đổi đã được Đoàn Chủ tịch Xô Viết Tối cao Liên Xô phê chuẩn.
Ngày 12 tháng 12 năm 1990, tại phiên họp của Xô viết tối cao Cộng hòa Xã hội chủ nghĩa Xô viết tự trị Tuva lần thứ bảy (1990-1993), việc tuyên bố chủ quyền của nước cộng hòa được thông qua, tuyên bố là Cộng hòa Tuva thuộc Liên Xô. Ngày 24 tháng 5 năm 1991, Đại hội Đại biểu Nhân dân Nga đã chuyển Cộng hòa Xã hội chủ nghĩa Xô viết tự trị Tuva thành Cộng hòa Xã hội chủ nghĩa Xô viết Tuva, sửa đổi điều 71 hiến pháp Nga Xô viết.
Ngày 28 tháng 8 năm 1991, Hội đồng tối cao Tuva ra quyết định đổi tên nước cộng hòa thành Cộng hòa Tuva. Ngày 21 tháng 4 năm 1992, tên này đã được Đại hội Đại biểu Nhân dân Nga thông qua.

## Hành chính
Vào thời điểm thành lập, Tuva bao gồm 11 khu vực:
- Bai-Taiginsky
- Barun-Khemchiksky
- Dzun-Khemchiksky
- Kaa-Khem
- Ovyursky
- Piy-Khemsky
- Tandinsky
- Tes-Khem
- Todzhinsky
- Ulug-Khemsky
- Erzinsky

Đầu năm 1963, bãi bỏ các quận Bai-Taiginsky và Erzinsky.
Tháng 1 năm 1965, các quận Bai-Taiginsky và Erzinsky được tái thành lập.
Ngày 9 tháng 9 năm 1968, thành lập vùng Mongun-Taiginsky.
Ngày 11 tháng 2 năm 1975, thành lập vùng Kyzyl.
Ngày 25 tháng 4 năm 1983, thành lập huyện Sút-Khol.
Năm 1992, thành lập huyện Chaa-Khol. Năm 1993, thành lập huyện Chedi-Khol.